# Larry Gibson
Larry Gibson (nacido el 14 de enero de 1956 en Baltimore, Maryland) es un exjugador de baloncesto estadounidense. Con 2,05 de estatura, su puesto natural en la cancha era el de pívot.